# Ноде, Жозеф
Жозе́ф Ноде́ (фр. Joseph Naudet; 8 декабря 1786, Париж — 13 августа 1878, там же) — французский историк литературы, редактор и литературовед, специализировавшийся на древнеримской литературе.
Преподавал в Высшей нормальной школе, с 1817 года работал в Коллеж де Франс, где в звании профессора первоначально занял кафедру натурфилософии, а с 1821 по 1830 год был профессором латинской поэзии. С 1830 по 1840 год служил генеральным инспектором образования, с 1840 по 1858 год был заместителем директора Национальной библиотеки. С 1817 года был членом Академии надписей и изящной словесности (при этом в 1852—1860 годах был её секретарём), с 1832 года — Академии моральных и политических наук.
Наиболее известные работы: «Histoire de la guerre des esclaves en Sicile» (1806), «Histoire de l’établissement, des progrès et de la décadence de la monarchie des Goths eu Italie» (1811), «Conjuration d’Etienne Marcel» (1815), «Histoire des changements opérés dans toutes les parties de l’empire Romain depuis Dioclétien jusqu'à Julien» (1817), «De l’administration des postes chez les Romains» (1863). Был соредактором 20-томной фр. Recueil des historiens des Gaules et de la France. Переводил произведения многих классиков древнеримской литературы, в том числе Катулла, Горация, Лукана, Плавта, Саллюстия, Сенеки и Тацита.